# Camille Rolland

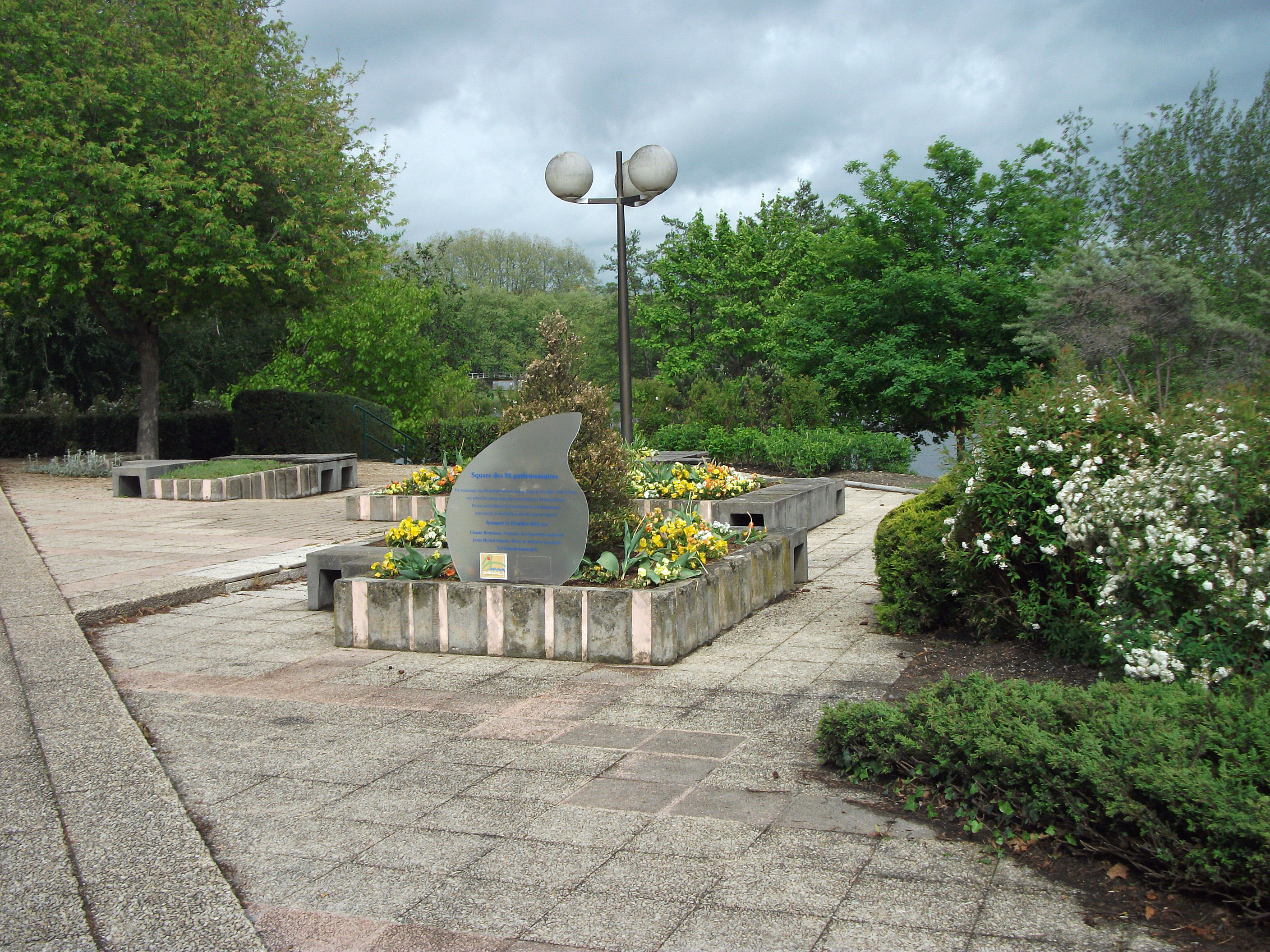
Bellerive-sur-Allier, Square des 80 Parlementaires

Camille Rolland (* 10. November 1875 in Chaponnay; † 17. Juli 1964 in Villeurbanne) war ein französischer Senator während der Dritten Republik. Er gehörte zu den „quatre-vingts“ (achtzig), die am 10. Juli 1940 gegen die diktatorischen Vollmachten für Marschall Pétain stimmten.

## Leben
Camille Rolland wurde 1908 zum Gemeinderat und 1925 zum Bürgermeister von Brignais gewählt. Er war Präsident der Vereinigung der Bürgermeister des Départements Rhône und Generalrat. 1927 wurde er Senator; ein Amt, das er bis 1940 innehatte.
Er gehörte parteipolitisch der Parti républicain, radical et radical-socialiste und im Senat der Demokratischen Linken an. Während seiner Mandate war er Mitglied der Hygienekommission, deren Vizepräsident er 1935 wurde. Ab 1934 gehörte er auch dem Ausschuss für Militärangelegenheiten an. Von 1928 bis 1938 war er Mitglied der Kolonialkommission. Von 1933 bis 1937 war er Sekretär des Senats.
Rolland trat auch der Interparlamentarischen Union bei. Er war Vizepräsident der französischen Gruppe und wurde im April 1938 einstimmig zum Vorsitzenden des Ständigen Ausschusses für soziale und humanitäre Fragen gewählt.
Am 10. Juli 1940 stimmte Rolland in der Nationalversammlung gegen die Übertragung der erweiterten Vollmachten an Philippe Pétain. Darum und weil er Freimaurer war, wurde er 1941 in Anwendung des Gesetzes über die Geheimbünde von Amts wegen seines Amtes enthoben. Rolland wurde zum Ritter der Ehrenlegion ernannt.